# Virtanen (cráter)

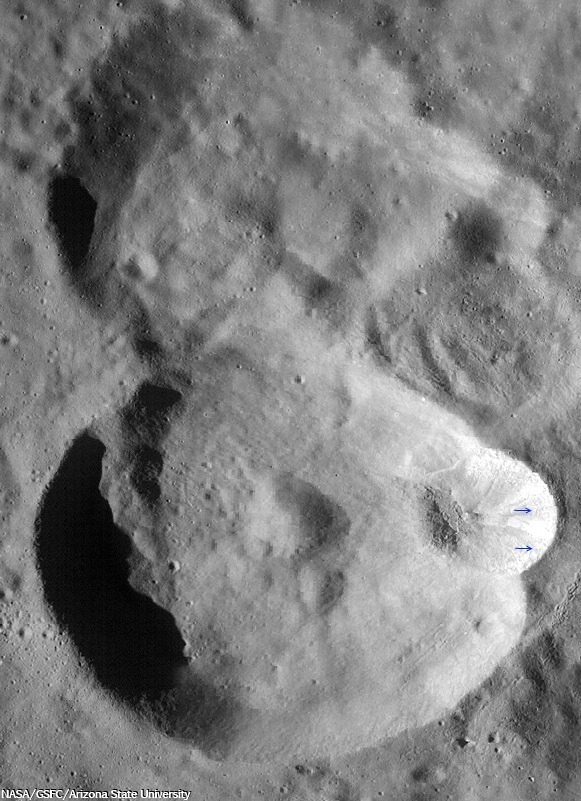
Fotografía de la misión Lunar Reconnaissance Orbiter

Virtanen es un cráter de impacto lunar que se encuentra al noreste del cráter más grande Sharonov, y al este de Anderson. Pertenece a la cara oculta de la Luna, por lo que no se puede ver directamente desde la Tierra.
Este cráter tiene un borde casi circular, con una pared interior relativamente estrecha y una pequeña elevación cerca del punto medio. Un pequeño cráter cerca del borde oriental se encuentra en el foco de un pequeño sistema de marcas radiales que cubre gran parte de Virtanen y sus alrededores. Los rayos son tenues y algo asimétricos, con una distribución mucho más extensa al oeste. En el origen de los rayos se localiza una zona brillante de la superficie, con un albedo superior.
|  |  |

El cráter se encuentra dentro de la Cuenca Freundlich-Sharonov.

## Cráteres satélite
Por convención estos elementos son identificados en los mapas lunares poniendo la letra en el lado del punto medio del cráter que está más cercano a Virtanen.
|          | \| Virtanen \| Coordenadas \| Diámetro \| \| -------- \| -------------------------------- \| -------- \| \| B \| 17°50′N 177°54′E / 17.83, 177.9 \| 27.3 km \| \| C \| 17°17′N 178°12′E / 17.28, 178.2 \| 19.7 km \| \| F \| 15°47′N 177°19′E / 15.79, 177.32 \| 11.6 km \| \| J \| 14°02′N 178°04′E / 14.03, 178.06 \| 19.9 km \| \| Z \| 16°45′N 176°40′E / 16.75, 176.66 \| 34.1 km \| |          |
| Virtanen | Coordenadas | Diámetro |
| B        | 17°50′N 177°54′E / 17.83, 177.9 | 27.3 km  |
| C        | 17°17′N 178°12′E / 17.28, 178.2 | 19.7 km  |
| F        | 15°47′N 177°19′E / 15.79, 177.32 | 11.6 km  |
| J        | 14°02′N 178°04′E / 14.03, 178.06 | 19.9 km  |
| Z        | 16°45′N 176°40′E / 16.75, 176.66 | 34.1 km  |